# Herb Środy Wielkopolskiej
Herb Środy Wielkopolskiej – jeden z symboli miasta Środa Wielkopolska i gminy Środa Wielkopolska w postaci herbu.

## Wygląd i symbolika
Herb przedstawia na błękitnej tarczy herbowej srebrne, blankowane mury obronne z dwiema srebrnymi, blankowanymi basztami. Każda wieża ma trzy okna w układzie dwa nad jednym. Pomiędzy basztami srebrny hełm garnczkowy skierowany w prawo, a poniżej na murze czerwona tarcza z prawa w skos, a na niej biały orzeł piastowski. Nad hełmem sześcioramienna gwiazda i nad nią półksiężyc rogami do dołu złote.

## Historia

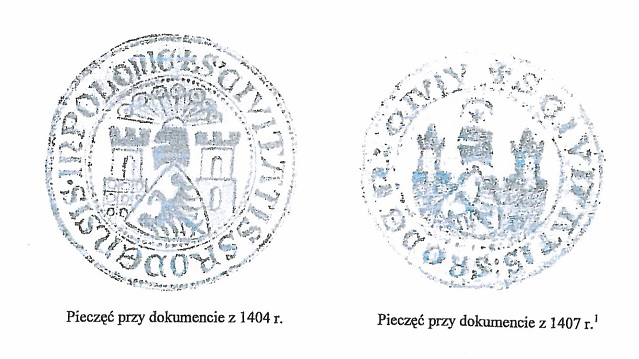
XIV-wieczne pieczęcie Środy Wielkopolskiej

Rysunek herbowy nawiązuje do wizerunku pieczęci miejskiej z XIII i XIV stulecia. Pieczęć pochodząca z dokumentu z 1404 r. z przedstawia m.in. wizerunek klejnotu w postaci pawich piór na szyszaku, druga z 1407 r. zamiast piór przedstawia gwiazdę i odwrócony półksiężyc ponad hełmem. W późniejszych wiekach, na skutek błędnej interpretacji rysunku herbu na pieczęci z XVII wieku, pojawił się rysunek odwróconej łodzi – godło herbu Łodzia. Herb taki potwierdzony został również przez Ministra Spraw Wewnętrznych w 1936 roku. Do tradycyjnego wizerunku herbowego powrócono w roku 2015.